# Zmarli w roku 1798
Lista osób zmarłych w 1798:

## styczeń 1798
- 3 stycznia - Yuan Mei, chiński poeta

## luty 1798
- 12 lutego – Stanisław August Poniatowski, ostatni władca Rzeczypospolitej Obojga Narodów, król Polski i wielki książę litewski[1]

## maj 1798
- 14 maja – Carl Gottlieb Svarez, niemiecki prawnik, jeden z twórców Landrechtu pruskiego[2]
- 25 maja – Kazimierz Nestor Sapieha, książę, generał artylerii litewskiej, marszałek Sejmu Czteroletniego i jeden z twórców Konstytucji 3 maja[3]

## czerwiec 1798
- 4 czerwca – Giacomo Casanova, włoski podróżnik, literat, pamiętnikarz[4]

## lipiec 1798
- 24 lipca – Paweł Yi Do-gi, koreański męczennik, błogosławiony katolicki[5]

## wrzesień 1798
- 17 września – Emmanuel Nguyễn Văn Triệu, wietnamski ksiądz, męczennik, święty katolicki[6]

## październik 1798
- 28 października – Jan Đạt, wietnamski ksiądz, męczennik, święty katolicki[7]

## listopad 1798
- 17 listopada – Ignác Batthyány, biskup w Gyulafehérvár[8]

## grudzień 1798
- 1 grudnia – Christian Garve, niemiecki filozof oświeceniowy
- 9 grudnia – Johann Reinhold Forster, szkockiego pochodzenia, badacz historii naturalnej[9]